# 1791 Patsayev
1791 Patsayev eller 1967 RE är en asteroid i huvudbältet, som upptäcktes 4 september 1967 av den ryska astronomen Tamara Smirnova vid Krims astrofysiska observatorium på Krim. Den har fått sitt namn efter den sovjetiske kosmonauten Viktor Patsajev, han och hans reskamrater omkom 1971, under Sojuz 11's flygning.
Asteroiden har en diameter på ungefär 29 kilometer.
Asteroiderna 1789 Dobrovolsky och 1790 Volkov har också fått namn efter Patsajev's resekamrater.